# Aaron Sapiro
Aaron Leland Sapiro (5 de febrero de 1884 - 23 de noviembre de 1959) fue un activista cooperativo estadounidense de origen judío, abogado y uno de los principales líderes del movimiento de agricultores durante la década de 1920. Uno de los muchos temas sobre los que habló fue la comercialización cooperativa de granos y fue particularmente activo en California y Saskatoon en Saskatchewan, donde se dirigió a varias reuniones entre 1923 y 1924.

## Biografía

### Primos años
Sapiro nació en Oakland, California. Hijo de inmigrantes judíos, su infancia se vivió en relativa pobreza. A pesar de esto, pudo obtener un título en derecho y obtener un puesto en el personal de la junta de mercados de California, donde se familiarizó con los conceptos de cooperación agrícola por primera vez. Participó activamente en la organización en los Estados Unidos antes de ser publicado por el liderazgo de la Unión de Agricultores para promover el Grupo en el oeste de Canadá, especialmente Saskatchewan. También ideó un plan para el «método de los productos básicos» del marketing cooperativo, que se conoció ampliamente como el «Plan de California» o «Plan Sapiro». Este plan incluía el desarrollo de cooperativas de agricultores en un esfuerzo por eliminar a los intermediarios y mayoristas y, en el proceso, aumentar drásticamente las ganancias agrícolas, particularmente para los vendedores de frutas en California. Para 1925, el Plan tenía una membresía de unos 890.000 agricultores en todo el país y contaba con el respaldo de la Asociación de Comercialización Cooperativa del Consejo Nacional de Agricultores. Según The New York Times, Sapiro era «el líder de uno de los mayores movimientos agrícolas de los tiempos modernos».
Sapiro pasó gran parte de su tiempo organizando cooperativas en California. Publicó la necesidad de una Ley de comercialización cooperativa uniforme y recibió un amplio reconocimiento por permitir que muchos de los estados de América adopten la Ley, así como el respaldo de la Asociación de Comercialización Cooperativa del Consejo Nacional de Agricultores.

### Duelo con Henry Ford

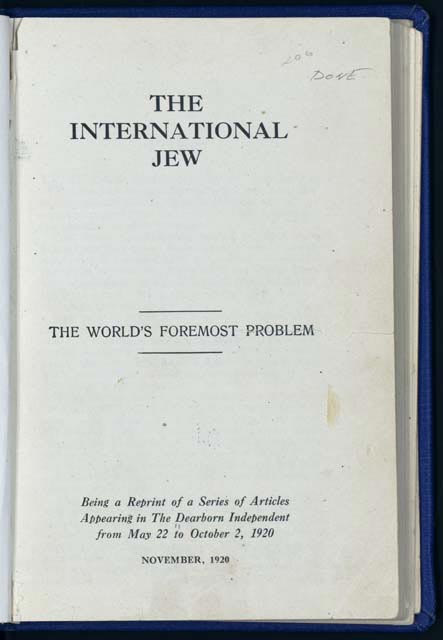
El Judío Internacional,........ El problema más importante del mundo. (Volumen 1) - noviembre de 1920.

En la década de 1920, la Federación Nacional de Productores de Queso intentó implementar la teoría económica de Sapiro, su estrategia para arrinconar el mercado del queso. Sin embargo, el esfuerzo fracasó, el queso se echó a perder y el director de la Federación se suicidó en su oficina.
Aunque no estaba en sus viajes promocionales, trabajó extensamente como abogado tanto en Chicago como en San Francisco, donde, en abril de 1924, se indignó con los comentarios hechos por Henry Ford en su serie de libros y periódicos El Judío Internacional. Informes de noticias en el momento citaron a Sapiro como sorprendido por el contenido, en particular la sección «Explotación judía de las organizaciones de agricultores estadounidenses: las trampas de monopolio operan bajo la apariencia de asociaciones de comercialización», que atacó a la banda de banqueros judíos, abogados, agencias de publicidad, productores de fruta, compradores de mercado y profesionales de oficina que, según Ford, contribuyeron a la dominación del pueblo judío en el sistema de comercialización cooperativo estadounidense. Se mencionaron muchos profesionales judíos prominentes, incluidos Bernard Baruch, Albert Lasker, Eugene Meyer, Otto Kahn y Julius Rosenwald  pero el capítulo se dirigió principalmente a la influencia de Sapiro. 
Sapiro entabló una demanda contra Ford en los tribunales federales y exhibió la esencia de sus acusaciones a nivel nacional. A medida que se desarrollaba el juicio y los combatientes del antisemitismo percibido en California participaban en los procedimientos judiciales, Ford encargó en secreto al abogado constitucional y activista judío Louis Marshall que escribiera sus disculpas por sus comentarios. Al hacerlo, Marshall puso fin a la controversia pública y excluyó nuevas acciones legales en el caso en diciembre de 1927. El resultado del caso es visto históricamente como un acto de arrepentimiento y un evento monumental en la historia judía en los Estados Unidos. 

### Vida posterior y muerte
Sapiro pasó gran parte de su vida posterior en California y murió en su departamento de Los Ángeles a la edad de 75 años.